# Pyotr Zayev
Pyotr Zayev est un boxeur soviétique né le 26 juillet 1953 et mort le 29 novembre 2014.

## Carrière
Il remporte aux Jeux olympiques d'été de 1980 à Moscou la médaille d'argent dans la catégorie poids lourds.

## Palmarès

### Jeux olympiques
- Médaille d'argent en +81 kg aux Jeux de 1980 à Moscou,  URSS